# Frankie Vaughan
Frankie Vaughan (3 de febrero de 1928 – 17 de septiembre de 1999) fue un cantante inglés de música pop tradicional, que llegó a grabar más de 80 discos. Fue conocido como «Mr. Moonlight» (literalmente, «señor Luz de Luna») como consecuencia de uno de sus primeros éxitos musicales.
Fue comendador de la Orden del Imperio Británico y Deputy Lieutenant.